# Fuenterrebollo
Fuenterrebollo ist ein Ort und eine nordspanische Gemeinde (municipio) mit 339 Einwohnern (Stand: 2024) in der Provinz Segovia in der Autonomen Gemeinschaft Kastilien-León.

## Lage und Klima
Die Gemeinde Fuenterrebollo liegt etwa 35 km (Fahrtstrecke) nordnordöstlich von Segovia in einer mittleren Höhe von ca. 925 m. Das Klima ist im Winter rau, im Sommer dagegen gemäßigt bis warm; Regen (ca. 597 mm/Jahr) fällt übers Jahr verteilt.

## Bevölkerungsentwicklung
| Jahr      | 1970 | 1981 | 1991 | 2001 | 2011 | 2021 |
| Einwohner | 730  | 527  | 481  | 424  | 376  | 332  |

## Sehenswürdigkeiten

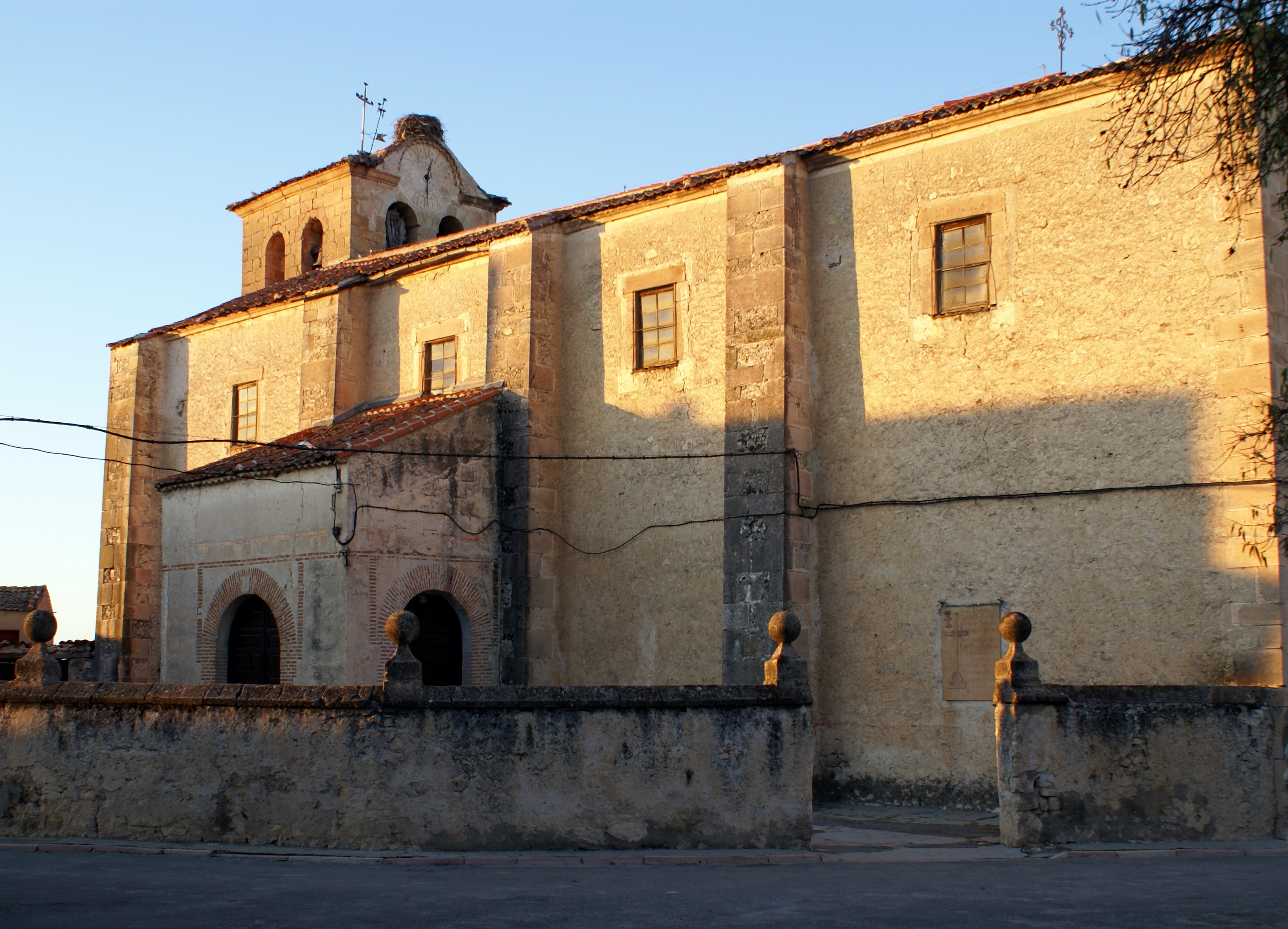
Marienkirche
- Rochuskapelle

- Marienkirche